# Endoxocrinus parrae
Endoxocrinus parrae is een zeelelie uit de familie Isselicrinidae.
De wetenschappelijke naam van de soort werd in 1835 gepubliceerd door Paul Gervais.
1. ↑  Gervais, P. (1835). Encrine, Encrinus. in: Guérin-Méneville, F.E., Dictionnaire pittoresque d'histoire naturelle et des phénomènes de la nature 3: 49 en plaat 147